# برازيل الأمل
برازيل الأمل (بالبرتغالية: Federação Brasil da Esperança، اختصارًا: FE Brasil) هو اتحاد للأحزاب البرازيلية شكله حزب العمال البرازيلي والحزب الشيوعي البرازيلي وحزب الخضر في 18 أبريل 2022 استعدادًا لعام 2022 في الانتخابات العامة.

## التاريخ

### خلفية
في عام 2017 وافق الكونغرس الوطني للبرازيل على تعديل دستوري ألغى التحالفات التشريعية ووضع حدًا انتخابيًا لتلقي الإعانات الحزبية. يهدف الإصلاح الانتخابي إلى تقليل العدد الفعال للأحزاب في البرازيل، بعد الإصلاح أراد الأصغر إنشاء آلية جديدة لمساعدتهم على الفوز بمقاعد، حيث اقترح العديد منهم تصويتًا واحدًا غير قابل للتحويل. في عام 2021 تمت الموافقة على إنشاء اتحادات حزبية على أساس نموذج الجبهة العريضة.
بعد موافقة الاتحادات بدأت المحادثات لتشكيل اتحادات يسار الوسط، والتي بدأت محادثات رسمية لتشكيل اتحاد بين حزب العمال والحزب الاشتراكي البرازيلي وحزب الاشتراكية والحرية والحزب الشيوعي وحزب البرازيل وحزب الخضر أواخر عام 2021. غادر حزب الاشتراكية والحرية المفاوضات بسرعة، مفضلة التركيز على اتحاد مع شبكة الاستدامة. دخلت المفاوضات بين حزب العمال والحزب الشيوعي مراحل متقدمة، مع رغبة أغلبية كبيرة من السياسيين في حزب العمال الاشتراكي في الانضمام إلى اتحاد قيادة حزب العمال، لكن الحزب الشيوعي انسحب من الاتحاد بسبب الخلافات حول ساو باولو، خاصة بسبب المرشحين لمنصب الحاكم ورئاسة البلدية.

### التشكيل
في أبريل 2022 وافقت الأحزاب الحزب الشيوعي البرازيلي وحزب الخضر على اتحاد فدرالي وأرسلته لاحقًا إلى المحكمة الانتخابية العليا. تمت الموافقة عليه وتشكيل الاتحاد رسميا.